# Koplik
Koplik là một đô thị trong quận Malesia e Madhe thuộc hạt Shkodër, Albania. Dân số năm 2005 là 3129 người.